# Mikladalur község
Mikladalur község (feröeriül: Mikladals kommuna) egy megszűnt község Feröeren. Kalsoy északi részét foglalta magába.

## Történelem
A község 1931-ben jött létre Kunoy, Mikladalur és Húsar egyházközség szétválásával.
2005. január 1-jétől Klaksvík község része lett.

## Önkormányzat és közigazgatás

### Települések
| Település  | Mióta a község része | Előző község                            | Meddig a község része | Következő község | Megjegyzés |
| ---------- | -------------------- | --------------------------------------- | --------------------- | ---------------- | ---------- |
| Mikladalur | 1931                 | Kunoy, Mikladalur és Húsar egyházközség | 2004. december 31.    | Klaksvík község  |            |
| Trøllanes  | 1931                 | Kunoy, Mikladalur és Húsar egyházközség | 2004. december 31.    | Klaksvík község  |            |

## Népesség
| Év              | Lakosság |
| --------------- | -------- |
| 1986. január 1. | 71       |
| 1991. január 1. | 82       |
| 1996. január 1. | 82       |
| 2001. január 1. | 77       |